# Infinity Pool
Pour plus de détails, voir Fiche technique et Distribution.
Infinity Pool est un film de science-fiction horrifique canado-croato-hongrois écrit et réalisé par Brandon Cronenberg, sorti en 2023.

## Synopsis
James et Em Foster profitent de vacances à la plage sur une île nommée La Tolqa, lorsqu'un accident mortel révèle le côté pervers de la station : tourisme hédoniste, violence extrême et horreurs surréalistes.

## Fiche technique
Sauf indication contraire, les informations mentionnées dans cette section peuvent être confirmées par la base de données cinématographiques IMDb,  présente dans la section « Liens externes ».
- Titre : Infinity Pool
- Titre original : Débordement
- Réalisation et scénario : Brandon Cronenberg
- Musique : Tim Hecker
- Décors : Zosia Mackenzie
- Direction artistique : John O'Regan
- Costumes : Mária Fatér
- Montage : James Vandewater
- Photographie : Karim Hussain
- Production : Andrew Cividino, Rob Cotterill, Karen Harnisch, Christina Piovesan et Noah Segal
  - Production exécutive : Michael Bloom, Jeff Deutchman, Ryan Heller, Charlotte Mickie, Hengameh Panahi, Alexander Skarsgård, Emily Thomas et Maria Zuckerman
- Sociétés de production : Celluloid Dreams, Film Forge Productions et Elevation Pictures
- Pays de production :  Canada
- Langue originale : anglais
- Format : couleur
- Genre : science-fiction, thriller et horreur
- Durée : 117 minutes
- Dates de sortie :
  - États-Unis : 22 janvier 2023 (Festival du film de Sundance), 27 janvier 2023 (sortie nationale)
- Classification :
  - États-Unis : R (interdit aux moins de 17 ans non accompagnées)

## Distribution
- Alexander Skarsgård (VF : Gilduin Tissier) : James Foster
- Mia Goth : Gabi Bauer
- Cleopatra Coleman : Em Foster
- Jalil Lespert : Alban Bauer
- Thomas Kretschmann : détective Thresh
- John Ralston : Dr Bob Modan
- Amanda Brugel : Jennifer
- Caroline Boulton : Bex
- Jeff Ricketts : Charles
- Adam Boncz : Ketch
- Alan Katic : un officier de police
- Katalin Laban (VF : Delphine Saley) : l'infirmière en chef
- Romina Tonkovic (VF : Delphine Saley) : la réceptionniste

 Source et légende : version française (VF) sur RS Doublage

## Distinctions

### Sélection
- Berlinale 2023 : hors compétition

### Récompenses
- 41e édition du Festival international du film fantastique de Bruxelles (2023) : Corbeau d'argent (The Silver Raven), avec Suzume de Makoto Shinkai[2],[3],[4].